# بخش جاپلق
بخش جاپلق یکی از بخش‌های شهرستان ازنا در استان لرستان ایران است.

## تقسیمات کشوری
```
این بخش دارای 
دهستانهای
 زیر است:
```

- دهستان جاپلق غربی
- دهستان جاپلق شرقی

## زبان
زبان مردم این نواحی لری می باشد

## موقعیت
این بخش در مسیر راه‌آهن شمال به جنوب قرار گرفته و شهر اراک در فاصله ۷۵ کیلومتری شمال و شهر ازنا در فاصله ۲۰ کیلومتری جنوب بخش قرار گرفته‌است.
بخش جاپلق در دامنه شمالی رشته کوه‌های زاگرس قرار داشته و آب و هوای آن در زمستان سرد و خشک و در تابستان معتدل است.

## جمعیت
بنابر سرشماری مرکز آمار ایران، جمعیت بخش جاپلق در سال ۱۳۸۵ برابر با ۱۱۹۶۳ نفر بوده‌است که از این میان ۵۷۵۳ نفر مرد و بقیه زن بوده‌اند. این بخش ۲۹۸۵ خانوار دارد.

## تاریخچه
این بخش تا سال ۱۳۸۷ یک روستا بوده و در این سال به عنوان بخش مرکزی جاپلق شرقی نامگذاری گردیده‌است.
در این بخش کارخانه عظیم فرو آلیاژ ایران قرار گرفته که سهم عمده‌ای در کاهش بیکاری منطقه داشته‌است.